# Police Quest II: The Vengeance
Police Quest II: The Vengeance est un jeu vidéo d'aventure développé et édité par Sierra On-Line, sorti en 1988 sur DOS, Amiga, Atari ST et NEC PC-9801.

## Accueil
- Adventure Gamers : 4,5/5[1]
- ACE : 77 %(DOS)[2]